# Organisation pour un réseau international d'Indications géographiques
L'Organisation pour un réseau international d'Indications géographiques ou Organization for an International Geographical Indications Network en anglais (oriGIn), est une organisation non gouvernementale créée en juin 2002 dans le but de promouvoir les indications géographiques (IG) comme outil de développement durable et en particulier d'étendre la protection des indications géographiques (IG) à d'autres produits que les vins et spiritueux, et d'obtenir une protection juridique plus efficace de ces IG tant au niveau national ou régional, qu'au niveau international. Basée à Genève, elle regroupe 200 organisations et plus de deux millions de producteurs d'IG, de quarante pays.
Ce réseau réunit des membres de divers pays développés ou non. Ce sont des associations de promotion d’IG ou des groupements de producteurs. 
La création au sein de l'OMC d'un répertoire multilatéral de produits de marque protégés, qu'il s'agisse de fromages, de charcuteries, de viandes, de fruits (ananas, bananes), de céréales (maïs, seigle, riz), de thé ou de piments, de miel ou de soie, est une solution simple et économique. Mais, pour l'instant seuls les vins et spiritueux sont protégés dans le cadre des accords de l'OMC sur la propriété intellectuelle (TRIPS ou ADPIC).

## Négociations sur la protection
Le groupe de Cairns des principaux pays exportateurs de produits agricoles et les États-Unis sont opposés à une extension de la protection des indications géographiques. Certains espèrent intégrer les IG (indications géographiques) dans un marchandage avec les subventions agricoles, d'autres considèrent que la défense des marques constituent une nouvelle forme de protectionnisme.

## Membres
- Consejo Regulador del Tequila (conseil régulateur de la tequila (Mexique)
- Association suisse des AOC-IGP (Suisse)
- Comité interprofessionnel du vin de Champagne (France)
- Coffee Industry Board of Jamaica (Jamaïque)
- Idaho Potato Commission (États-Unis)